# Alt Duvenstedt
Alt Duvenstedt ist eine Gemeinde im Kreis Rendsburg-Eckernförde in Schleswig-Holstein.

## Geographie

### Geographische Lage
Das Gemeindegebiet von Alt Duvenstedt erstreckt sich westlich der Hüttener Berge und nördlich von Rendsburg im Naturraum Schleswiger Vorgeest bis an das südwestliche Ufer des Bistensees heran. Die nördliche Gemeindegrenze verläuft direkt am südlichen Ufer der Sorge entlang.

### Gemeindegliederung
Im Gemeindegebiet befinden sich neben dem Dorf gleichen Namens auch die weiteren Wohnplätze Broholm, Bultvieh, Schütt Ausbau, Schütt am See, teilweise Duten und Stenten, allesamt Häusergruppen, sowie die Streusiedlung Krummenort und das Wirtshaus und Häusergruppe Töpferhaus.

### Nachbargemeinden
Direkt angrenzende Gemeindegebiete von Alt Duvenstedt sind:
|              | Owschlag                                    |                                    |
| Lohe-Föhrden | Kompassrose, die auf Nachbargemeinden zeigt | Ahlefeld-Bistensee, Neu Duvenstedt |
|              | Fockbek, Rendsburg, Rickert, Borgstedt      |                                    |

## Geschichte
Der Ort wurde erstmals im Jahr 1328 als Duvenstede erwähnt. Neu Duvenstedt wurde 1763 im Rahmen der Geestkolonisation neu gegründet und bildet mit anderen Siedlungen heute eine eigene Gemeinde. Die Bezeichnung Alt Duvenstedt entstand 1919, als der Bahnhof im Ort diesen Namen bekam.
Vom 4. Oktober 1854 bis zum 31. Mai 1988 besaß Alt Duvenstedt direkten Bahnanschluss an der Bahnstrecke Neumünster–Flensburg. Der ursprüngliche Name Duvenstedt wurde zum 1. Oktober 1919 in Alt Duvenstedt geändert.
Ab 1924 bildete Alt Duvenstedt gemeinsam mit Rickert den Amtsbezirk Alt Duvenstedt.
Seit 1948 gehört Alt Duvenstedt zum Amt Fockbek.
Am 31. März 2013 wurde die ehemals in der Hugo-Junkers-Kaserne stationierte 5. Kompanie vom Aufklärungsbataillon 6 aus Eutin aufgelöst.

## Politik

### Gemeindevertretung
Die letzten Kommunalwahlen hatten sehr unterschiedliche Ergebnisse:
| Kommunalwahl | 25. Mai 2008 | 26. Mai 2013 | 6. Mai 2018 | 14. Mai 2023 |
| ------------ | ------------ | ------------ | ----------- | ------------ |
| ADW          | 3            | 5            | -           | -            |
| CDU          | 7            | 4            | 5           | 6            |
| SPD          | 3            | 4            | 8           | 7            |
| Gesamt       | 13           | 13           | 13          | 13           |

Partei, die den Bürgermeister stellt, jeweils hervorgehoben, die Alt Duvenstedter Wählergemeinschaft (ADW) ist ab 2018 nicht mehr zur Wahl angetreten.

### Wappen und Flagge

Flagge der Gemeinde Alt Duvenstedt

Blasonierung: „In Grün ein gesenkter silberner Wellenbalken, begleitet oben von einem goldenen Mühlrad, unten von den oberen Hälften von drei goldenen Rohrkolben.“

### Partnergemeinden
- Krainhagen (Niedersachsen)
- Pepelow (Mecklenburg-Vorpommern)[8]

## Kultur und Sehenswürdigkeiten

### Bauwerke
In der Liste der Kulturdenkmale in Alt Duvenstedt sind u. a. die im Gemeindegebiet gelegenen und in der Denkmalliste Rendsburg-Eckernförde gelisteten sogenannten Baulichen Anlagen aufgeführt.

### Sport
Der ortsansässige Breitensportverein ist der TSV Alt Duvenstedt. Bekanntheit besitzt aufgrund der Zugehörigkeit in der Handball-Oberliga Hamburg - Schleswig-Holstein vor allem seine Herrenhandballmannschaft.

### Pfadfinder
Wertvolle Jugendarbeit für Alt Duvenstedt und die umliegenden Gemeinden leistet der Verband Christlicher Pfadfinderinnen und Pfadfinder, VCP Stamm Alt Duvenstedt – die Briganten.

## Wirtschaft

### Bundeswehr
Im Bereich der Krummenorter Heide befindet sich die zum Fliegerhorst Hohn gehörende Hugo-Junkers-Kaserne. In dieser sind das Lufttransportgeschwader 63 (LTG 63), Teile des Seebataillons und das Sanitätsversorgungszentrum Alt Duvenstedt (SanVersZ Alt Duvenstedt) untergebracht.
Im Januar 2019 wurde bekannt gegeben, dass die Hugo-Junkers-Kaserne, gemeinsam mit dem Fliegerhorst Hohn, – abhängig von der Ausphasung des Transportflugzeugs Transall C-160 – voraussichtlich 2022 geschlossen werden sollte. Im August 2019 gab das Bundesministerium der Verteidigung jedoch bekannt, dass die Liegenschaft im Rahmen der Trendwenden Personal und Material nicht aufgegeben wird.

### Verkehr
Durch das östliche Gemeindegebiet führt die Trasse der Bundesautobahn 7 zwischen Hamburg und der Deutsch-dänischen Grenze bei Flensburg. Die Raststätte Hüttener Berge befindet sich im Gemeindegebiet knapp zwei Kilometer östlich des Dorfkerns. Durch das westliche Gemeindegebiet führt die Bundesstraße 77 zwischen Kropp und Rendsburg.
Die Bahnstrecke Neumünster–Flensburg führt im Abschnitt zwischen den Bahnhöfen Rendsburg und Owschlag durch das Gemeindegebiet. Seit der Auflassung des Haltepunkts Alt Duvenstedt am 31. Mai 1988, sind die vorher genannten Bahnstationen die nächstgelegenen.

## Bildergalerie

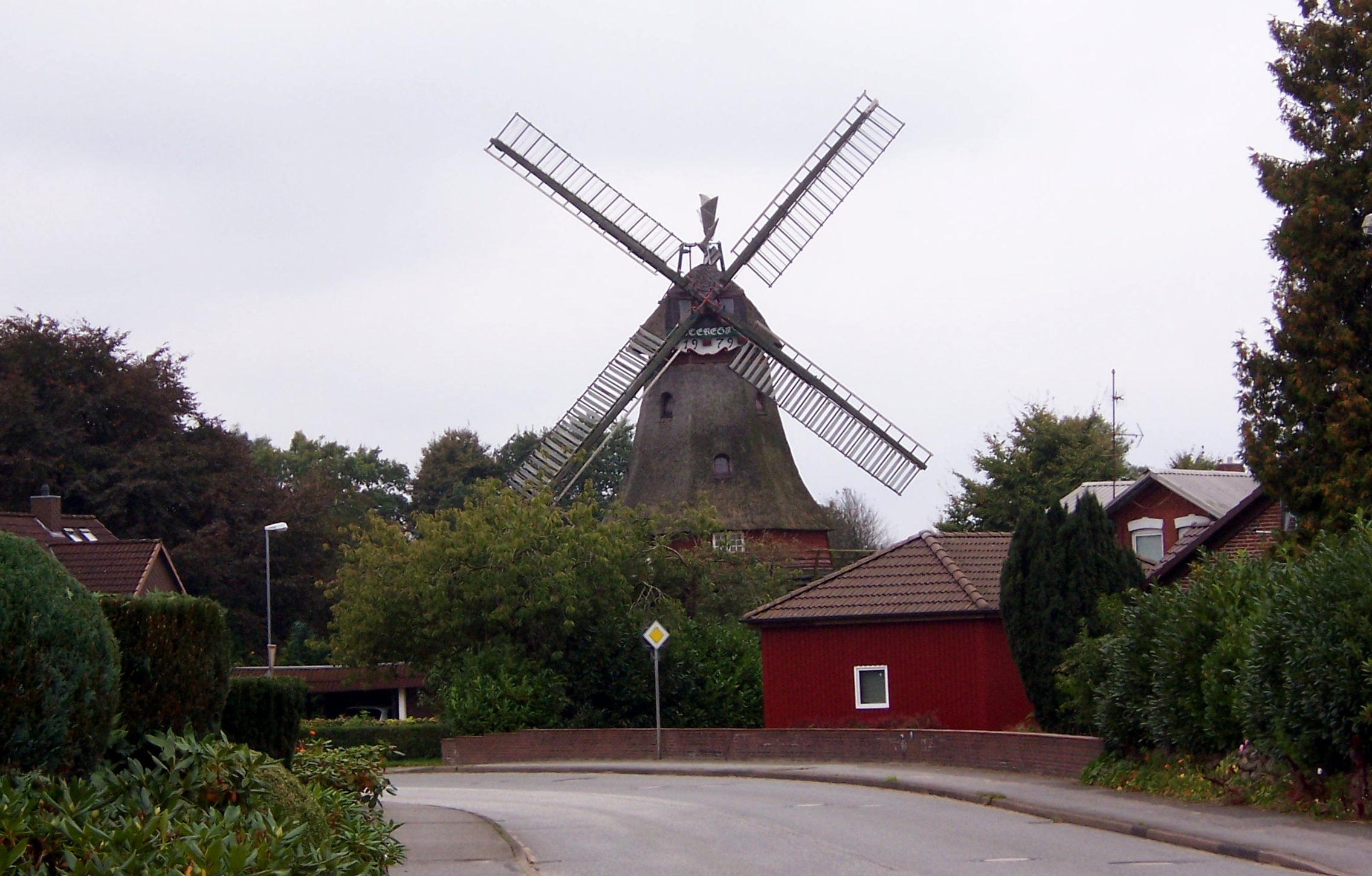
Windmühle
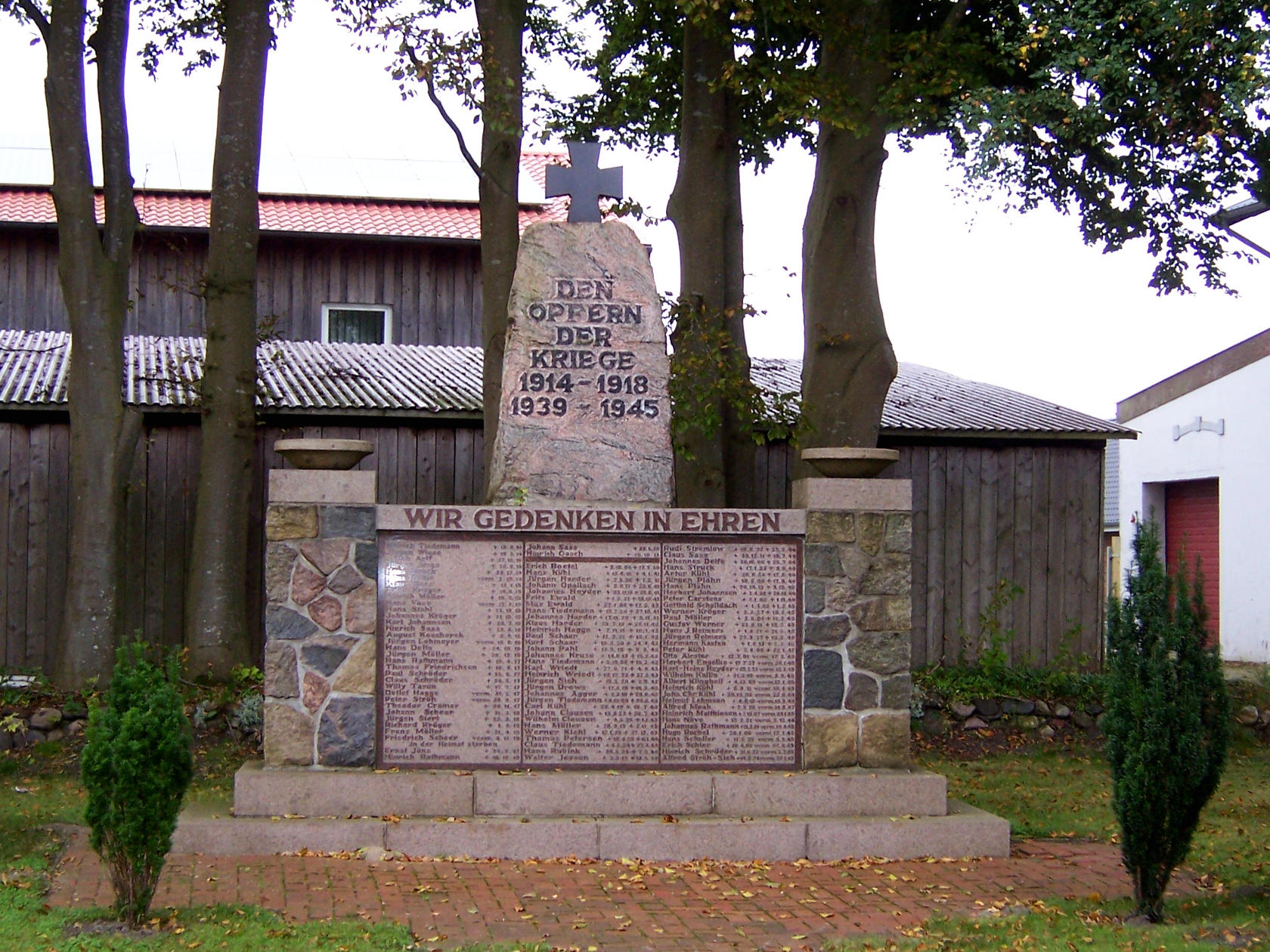
Kriegerdenkmal
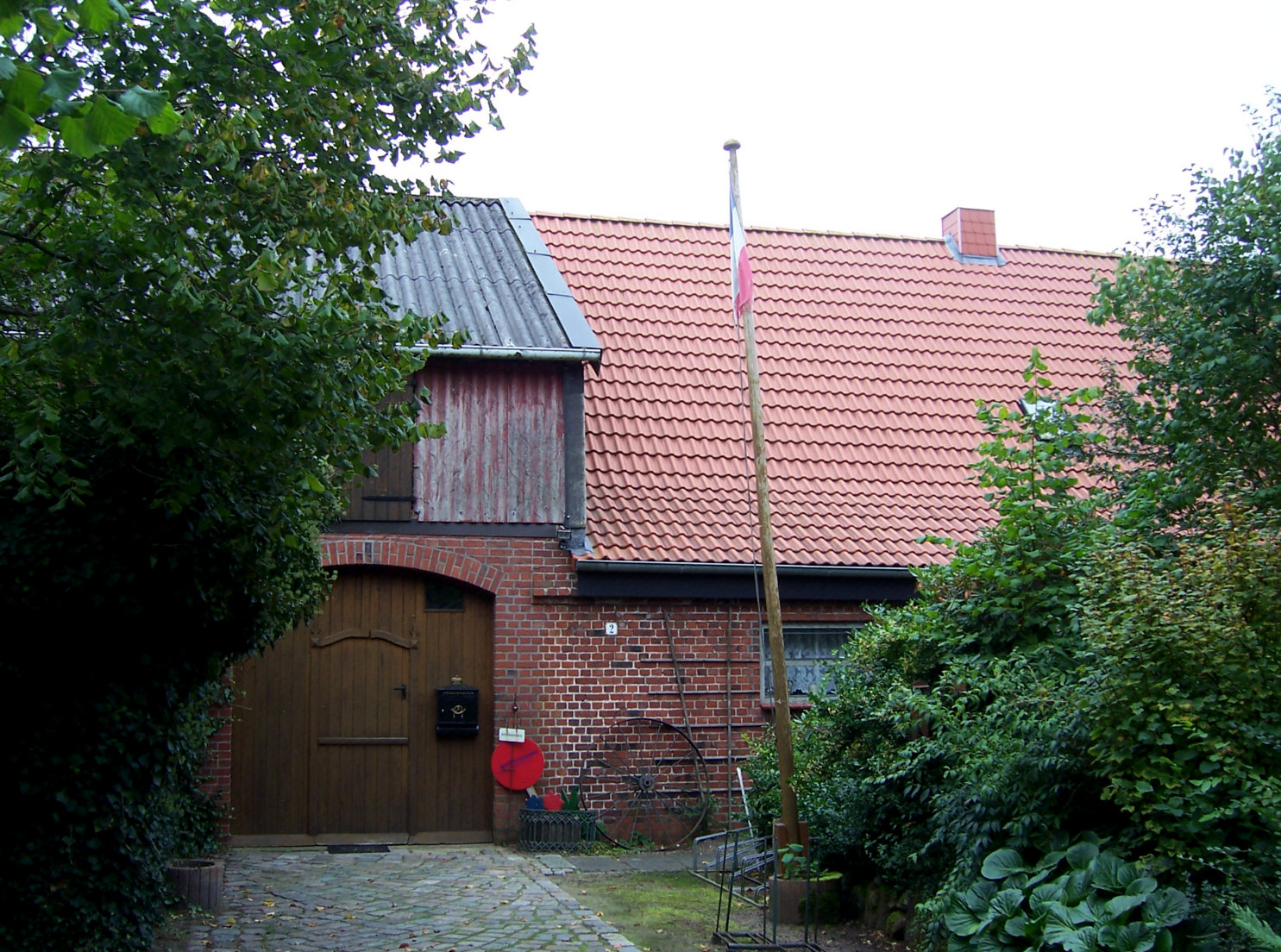
Dorfmuseum
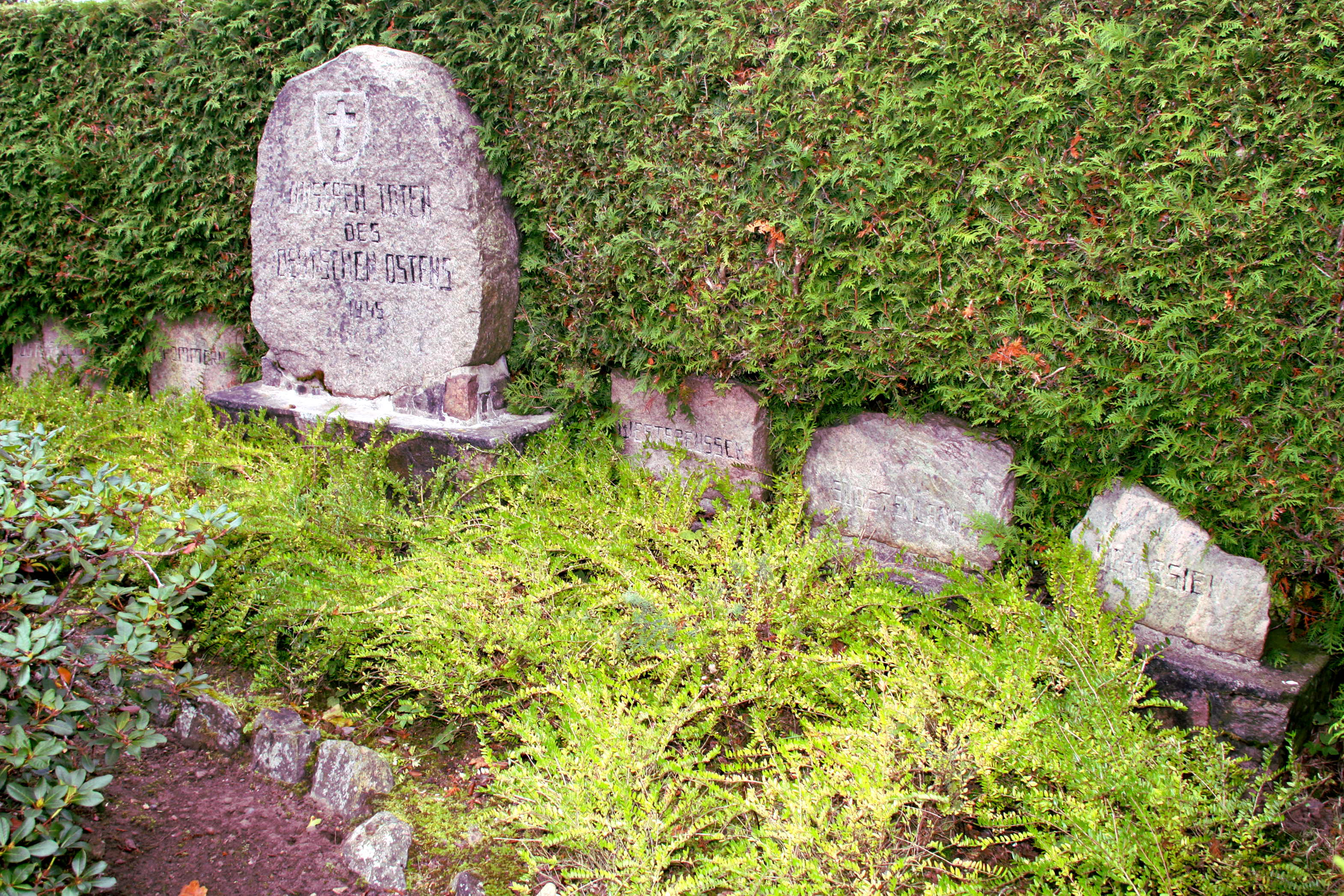
Gedenkstein für die Gefallenen im Osten
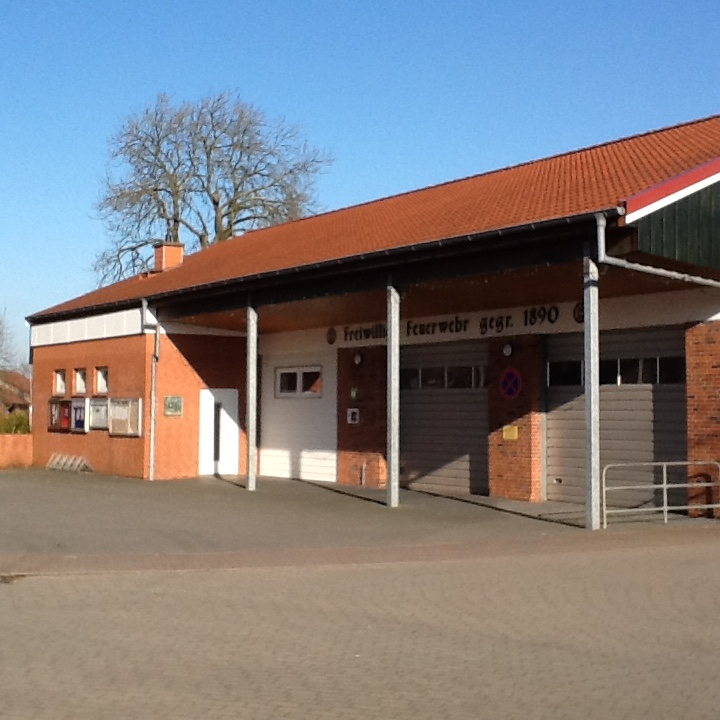
Feuerwehrhaus Alt Duvenstedt